# Peter Robinson (politico)
Peter David Robinson (Belfast, 29 dicembre 1948) è un politico britannico, primo ministro dell'Irlanda del Nord dal 2008 al 2015.
Robinson è stato leader del Partito Unionista Democratico dal 2008 al 2015 e viceleader dal 1979 al 2008. Nelle elezioni generali del 1979, è stato eletto alla Camera dei comuni britannica nel collegio elettorale di East Belfast. Ha mantenuto il seggio fino alle elezioni generali del 2010 quando ha perso contro Naomi Long del Partito dell'Alleanza dell'Irlanda del Nord. Il 5 giugno 2008, Robinson ha assunto la carica di Primo ministro dell'esecutivo dell'Irlanda del Nord). Da maggio 2007 a giugno 2008, è stato ministro delle Finanze, ed è stato ministro dello sviluppo regionale nel primo governo autonomo, 2001 - 2002.
L'11 gennaio 2010, Peter Robinson ha deciso di prendersi una pausa di sei settimane dal suo ruolo di Primo ministro dell'Irlanda del Nord. Questa decisione è stata presa dopo che sua moglie è rimasta coinvolta in uno scandalo finanziario. Secondo il programma televisivo Spotlight, Iris Robinson era riuscita a raccogliere 50.000 sterline per il suo giovane amante che le usò per aprire un caffè. Arlene Foster divenne primo ministro ad interim durante l'assenza di Robinson.

## Biografia
Robinson è nato a Belfast il 29 dicembre 1948, figlio di David e Sheila Robinson. Ha studiato presso la scuola elementare a Cregagh, un quartiere nel sud-est della capitale dell'Ulster. Ha poi studiato alla Annadale Grammar School, un liceo maschile situato sulle rive del fiume Lagan, e poi al Castlereagh College, un politecnico. Quando ha abbandonato la scuola superiore, è diventato un agente immobiliare.
Il 26 luglio 1970, Robinson ha sposato Iris Collins, anch'essa membro del DUP e parlamentare di Strangford, e hanno avuto tre figli. Peter e Iris Robinson furono la prima coppia sposata a rappresentare l'Irlanda del Nord nel Parlamento di Westminster.

## Carriera politica

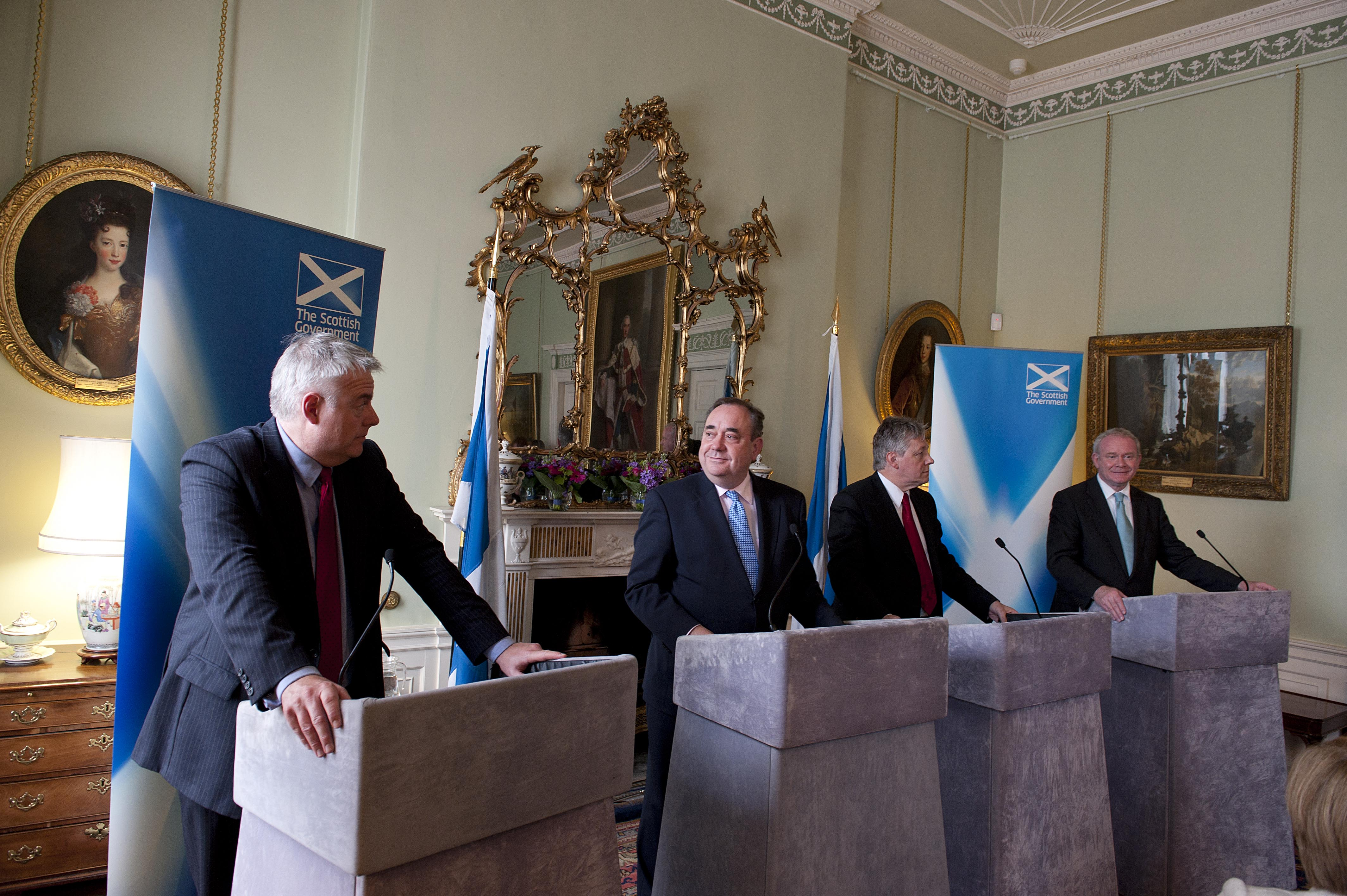
Vertice trilaterale dei primi ministri delle Home nation: Carwyn Jones (Galles), Alex Salmond (Scozia) e Peter Robinson e Martin McGuinness (Irlanda del Nord) nel 2011.

È stato eletto consigliere del consiglio di Castlereagh, fuori Belfast, il 18 maggio 1977. Robinson si è dimesso da questa posizione il 2 luglio 2007.
Il 3 maggio 1979, ha vinto l'elezione per diventare membro del Parlamento britannico per East Belfast, con il 19% di sostegno per il DUP.
Robinson è stato nominato viceleader del DUP nel 1980 e ha sostituito Ian Paisley quando si è dimesso dalla carica politica nel 2008. È stato ufficialmente nominato Primo ministro dell'Irlanda del Nord e leader del Partito Unionista Democratico il 5 giugno 2008, con Nigel Dodds come viceleader del partito.
Nel gennaio 2010 si è dimesso temporaneamente dall'incarico a causa di uno scandalo che ha coinvolto sua moglie (aveva ottenuto favori finanziari per un amante). È stato sostituito dal ministro degli affari, del commercio e degli investimenti, Arlene Foster, fino a quando non ha ripreso le sue funzioni verso l'inizio di febbraio.

## Fede e passioni
Robinson e sua moglie sono protestanti pentecostali.
È un fan del Chelsea F.C. e gli piacciono il golf e il bowling.